# L'Apparition de l'archange saint Michel à Josué
L'Apparition de l'archange saint Michel à Josué est une icône russe, datant du XIIIe siècle, exposée à la cathédrale de la Dormition au Kremlin de Moscou, dont l'archange Michel est le personnage central.

## Histoire
L'icône provient vraisemblablement de l'église Saint-Michel-Archange, qui se trouvait à l'emplacement de l'actuelle cathédrale de l'Archange-Saint-Michel de Moscou, construite par le prince de Moscou Michel II Vladimirski. Selon l'opinion d'Igor Grabar, l'auteur de l'icône « s'il n'est pas Byzantin, alors c'est qu'il est Souzdalien ». Mais il n'y a pas d'attribution à un peintre d'icône précis.
L'icône s'est retrouvée à la cathédrale de la Dormition de Moscou sous Vassili III et le métropolite Varlaam, en même temps que l'icône « Le Sauveur aux boucles d'or ».
L'icône est découverte dans les années 1920 par des chercheurs de la Commission de restauration de Russie. Elle a participé à la « Troisième Exposition de Restauration » à Moscou en 1927 organisée par le Centre Igor Grabar de restauration scientifique et artistique de Russie , et à celle de l' « Art russe des Scythes jusqu'à nos jours » à Paris en 1966—1967 .

## Iconographie
L'icône prend pour sujet un épisode relaté dans l'Ancien Testament. Josué, le chef des Hébreux après Moïse, conquiert le Pays de Canaan à quatre-vingt-quatre ans. Il fait tomber les murailles de la ville de Jéricho au son des trompettes et la livre aux flammes et aux glaives. 
Le livre de Josué est un passage particulièrement violent de l'ancien testament. Le plus souvent la conquête des villes d'Israël (Jéricho, Macéna, Lebna, Lachis, Heglon, Hebron, Dabir...) est suivie de l'extermination méticuleuse de ses habitants, selon les ordres donnés par Dieu.
Le Livre de Josué (Bible : V. 13-15) rapporte que la veille, l'archange Michel lui apparaît sous les traits d'un homme se présentant comme chef des armées des cieux. Il est porteur d'un message divin. L'archange est représenté en pied, debout devant Josué agenouillé, recroquevillé (dans le coin inférieur gauche). L'archange tient dans sa main droite une épée et dans la gauche le fourreau. Il se présente comme guerrier et protecteur à la fois.
De nombreuses parties de l'icône sont endommagées, le gesso primitif ayant disparu, parfois remplacé par du nouveau. Le visage de l'archange n'est conservé que sur la partie droite, la partie gauche ne laisse plus apparaître sur une partie, que le bois de la doska. L'image de Josué est très mal conservée dans le coin inférieur gauche.
Les coloris sont vifs, joyeux et typiquement russes. Les différents ocres s'accordent harmonieusement entre eux ainsi qu'aux teintes bleues, mauves et vermillon. Les ailes, l'armure, la cape sont relevées d'assists. Elles augmentent la solennité et la spiritualité d'un personnage sévère. Victor Lazarev n'exclut pas le rattachement de l'icône à l'école de Moscou encore naissante au milieu du XIIIe siècle mais la rattache également à la tradition du XIIe siècle .